# Poziomka twardawa
Poziomka twardawa (Fragaria viridis) – gatunek roślin z rodziny różowatych. Rośnie w Europie i Azji. 

## Rozmieszczenie geograficzne
Występuje w Europie z wyjątkiem jej zachodnich i południowych krańców – brak jej na Wyspach Brytyjskich, w Portugalii i na wyspach Morza Śródziemnego. Obecna jest w Azji Mniejszej i na Kaukazie oraz w północnej i środkowej Azji po Sinciang w Chinach i Jakucję w Rosji.
W Polsce jest spotykana w całym kraju, ale zwykle rzadsza od poziomki pospolitej. Częściej rośnie w pasie wyżyn i w kujawsko-pomorskim. 

## Morfologia

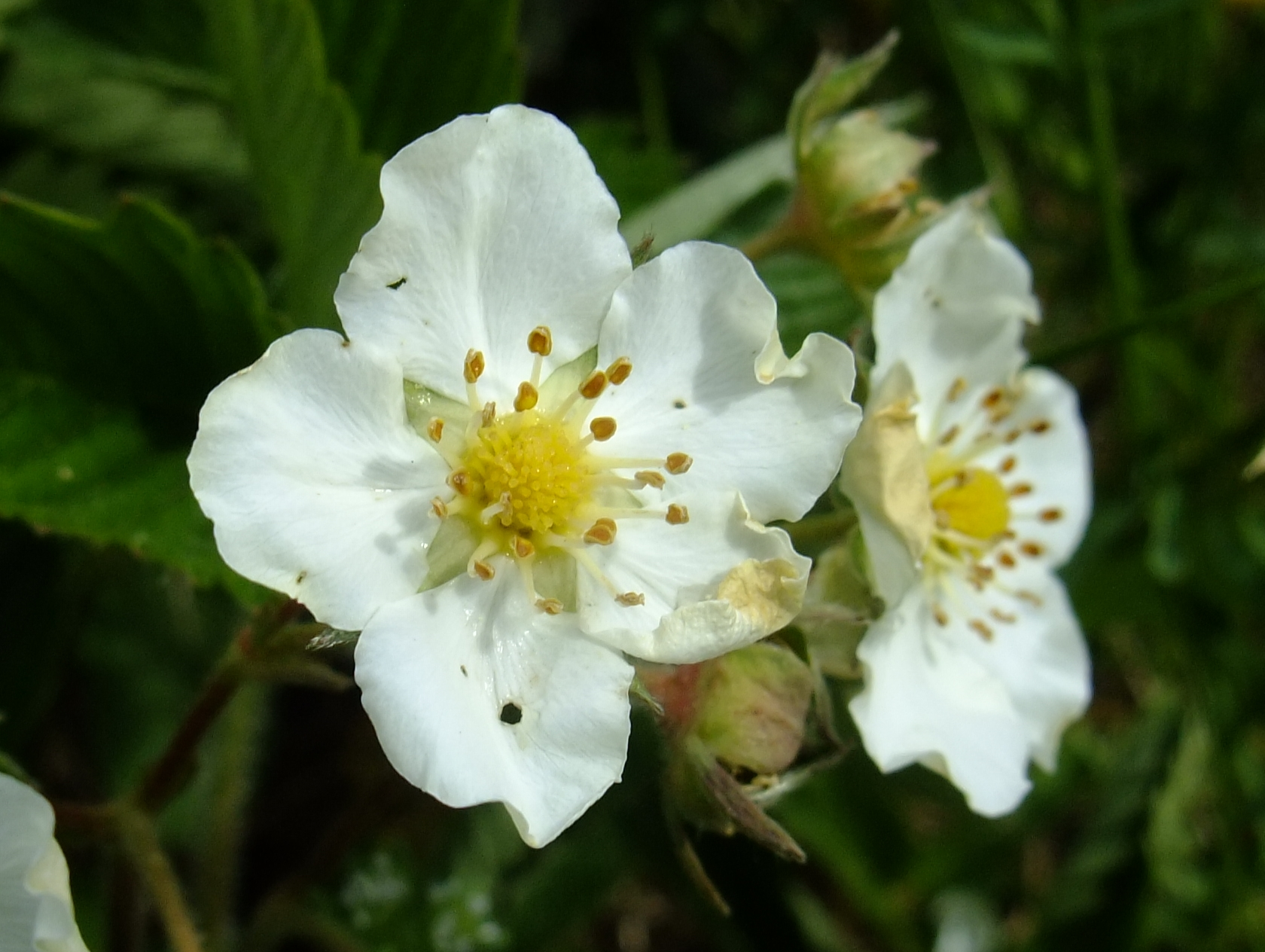
Kwiat

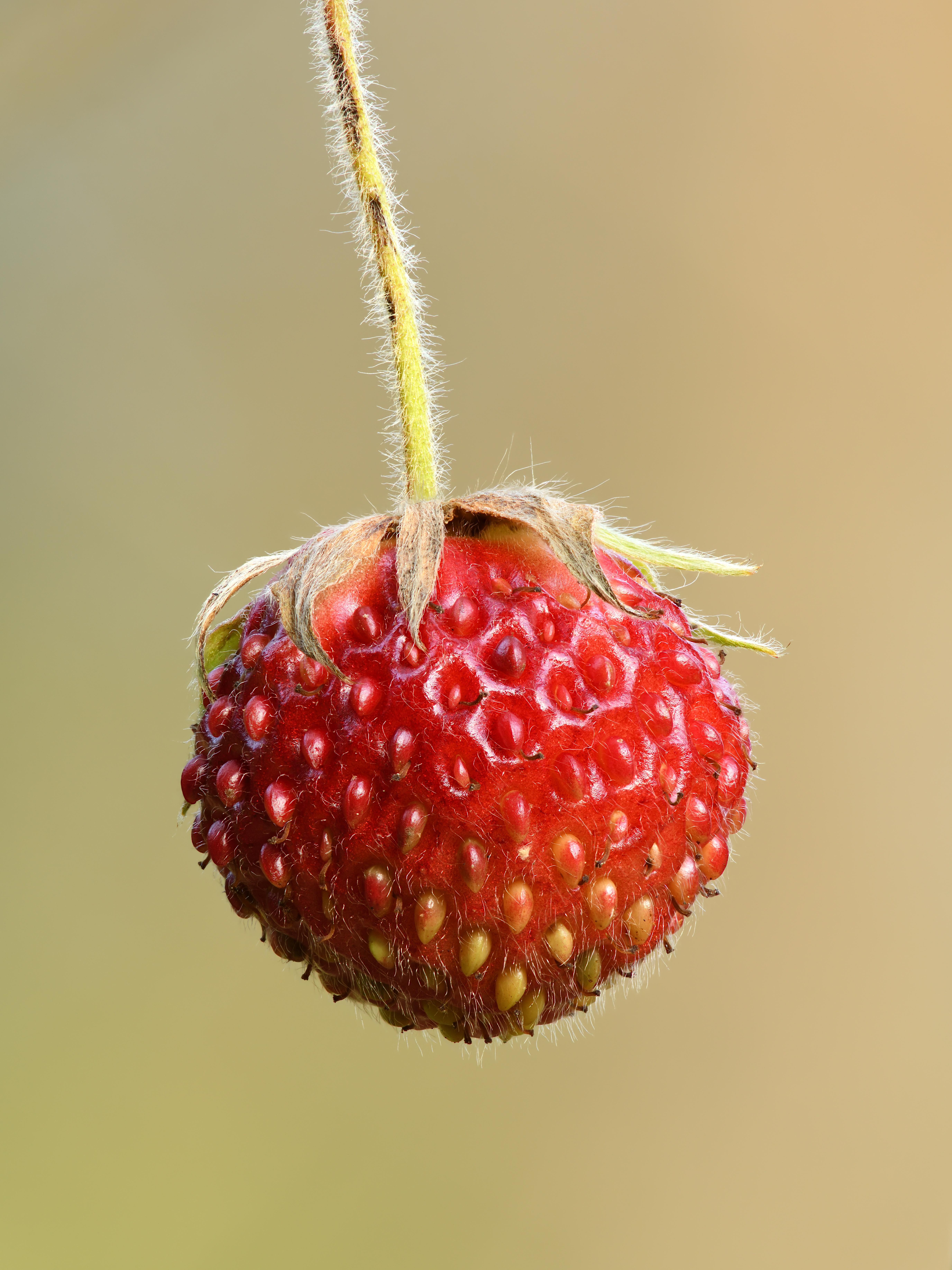
Owoc pozorny

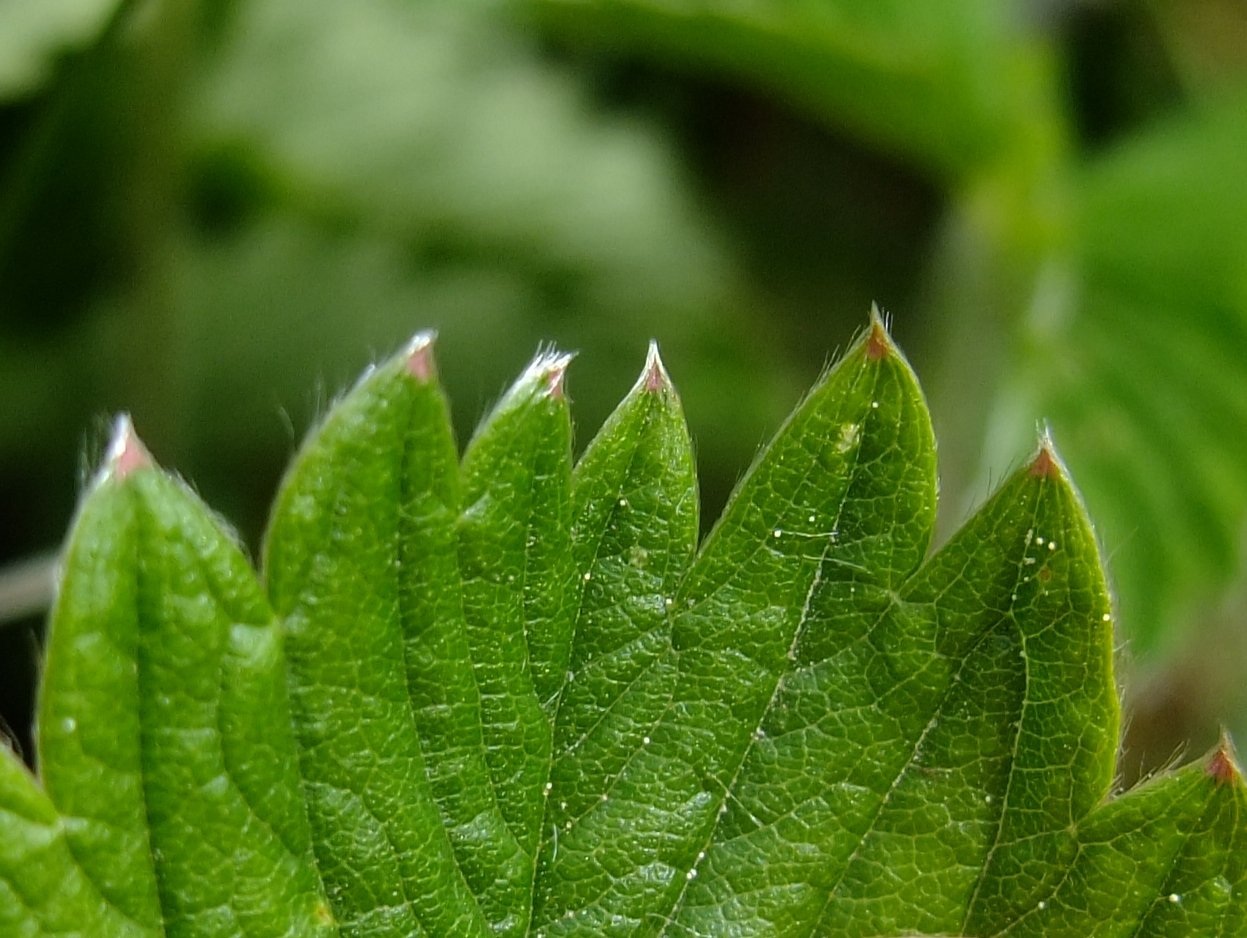
Wierzchołek listka szczytowego

PokrójRoślina zielna, osiąga wysokość 5–15 cm. Wytwarza krótkie i monopodialne rozłogi, czasami ich brak.
LiścieTrójlistkowe. Listki grubo piłkowane; ząbki na brzegach liści są lekko zagięte do góry, przy czym szczytowy ząbek jest dużo mniejszy od sąsiednich. Listki są silnie, z wierzchu zwykle jedwabiście, a od spodu srebrzysto owłosione. Szczytowy listek jest krótkoszypułkowy, boczne są siedzące.
KwiatyNa łodygach wyrasta zwykle od 3 do 10 białych kwiatów, na szypułkach tylko niewiele dłuższych od liści. Kwiaty promieniste o płatkach korony nieco falistych, białokremowych do żółtawobiałych. Działki kielicha i kieliszka są wzniesione. Czasem kwiaty są jednopłciowe.
OwoceZbiorowe, pozorne powstające z mięśniejącego dna kwiatowego są kulistawe, początkowo zielonobiałe, z czasem ciemnoczerwone, suchawe (mniej soczyste niż poziomki pospolitej). Rozwijają się w nich owoce właściwe – drobne, brunatne orzeszki. W czasie owocowania szypułki są w dół przygięte. Trwałe działki kieliszka i kielicha przylegają do owocu zbiorowego i odrywają się razem z nim.
Gatunki podobnePoziomka wysoka F. moschata różni się kwiatostanem wyraźnie wyższym od liści, szypułkami odstająco owłosionymi i wszystkimi listkami osadzonymi na krótkich ogonkach. Poziomka pospolita F. vesca ma listki luźno owłosione; działki kielicha odgięte i kielich łatwo oddziela się od owocu; ząbek na wierzchołku szczytowego listka podobny lub niewiele mniejszy od innych.

## Biologia i ekologia
Bylina, hemikryptofit. Kwitnie w maju i czerwcu. Kwiaty są zapylane przez owady. Nasiona rozsiewane przez zwierzęta lub ludzi (endochoria). 
Zasiedla miejsca słoneczne i suche w zaroślach, obrzeżach i widnych lasach, na stokach i przydrożach. Preferuje gleby luźne, przepuszczalne i zasobne w węglan wapnia. W klasyfikacji zbiorowisk roślinnych gatunek charakterystyczny dla związku zespołów (All.) Geranion sanguinei. Liczba chromosomów 2n = 14.

## Zmienność
Tworzy mieszańce z poziomką pospolitą (F. × hagenbachiana Lang et Koch) oraz p. wysoką. 
Wyróżniane są dwa podgatunki:
- Fragaria viridis subsp. viridis – podgatunek nominatywny w całym zasięgu gatunku
- Fragaria viridis subsp. campestris (Steven) Pawł. – występuje w południowo-wschodniej Europie od Bałkanów poprzez Ukrainę do południowej Rosji.

## Zastosowanie

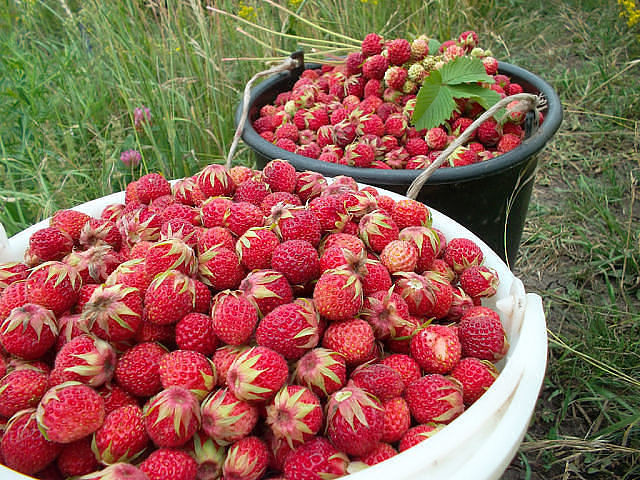
Zbiór owoców

Roślina jadalnaOwoce o średnicy 1–2 cm są jadalne, chociaż mniej smaczne od owoców poziomki pospolitej. Osiągają najlepszy smak dopiero w pełni dojrzałości. Zawierają wartościowe kwasy organiczne, węglowodany oraz bardzo dużo witaminy C, a także witaminy A, B1, B2, B6, E, H, PP i sole mineralne: wapnia, fosforu, kobaltu, zwłaszcza zaś żelaza. Ze środowiska naturalnego są obecnie rzadko zbierane, ze względu na rzadkość występowania oraz znacznie mniejszą wydajność, niż mają poziomki pochodzące z uprawy.
Roślina lecznicza
- Surowiec zielarski: młode liście (Folium Fragariae). Zawierają flawonoidy, kwasy organiczne, olejki eteryczne, witaminy i inne substancje.
- Działanie: ściągające, słabo moczopędne i ogólnie wzmacniające organizm. Stosuje się przy niektórych schorzeniach układu moczowego, nerek i schorzeniach żołądkowych związanych z biegunką[8].